# KIRO-FM
KIRO-FM ist eine News-Talk-Information-Radiostation in Seattle, Washington. Die Station rangiert auf den ersten Plätzen des „marketplace ranking“ (Arbitron) für die Seattle Area. Die Station ist Teil des CBS Radio Network. Die Sender stehen auf Tiger Mountain nahe Issaquah, während sich die Studios in Seattle’s Eastlake District befinden. KIRO-FM sendet in HD-Radio.
Der Sender startete 1948 aus UKW-Ausgründung der alten Radiostation KIRO aus Seattle. KIRO-FM gehört heute der Bonneville International Corporation, der kommerziellen Radiobetriebsgesellschaft der Church of Jesus Christ of Latter-day Saints (LDS Church).